# Forțeni, Harghita
Forțeni (în maghiară Farcád) este un sat în comuna Feliceni din județul Harghita, Transilvania, România.

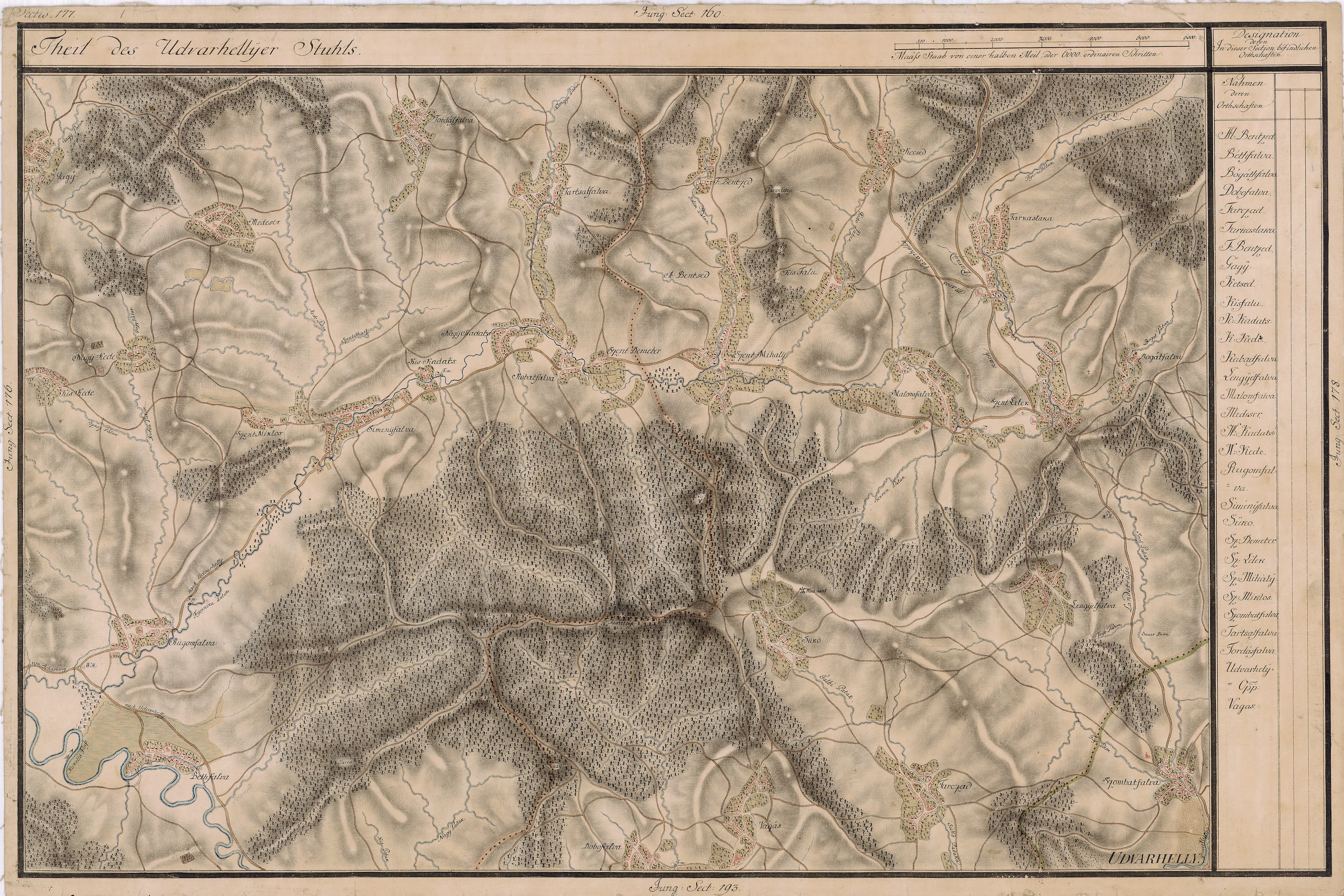
Forțeni în Harta Iosefină a Transilvaniei, 1769-1773

## Monumente
- Biserica reformată din Forțeni

## Imagini

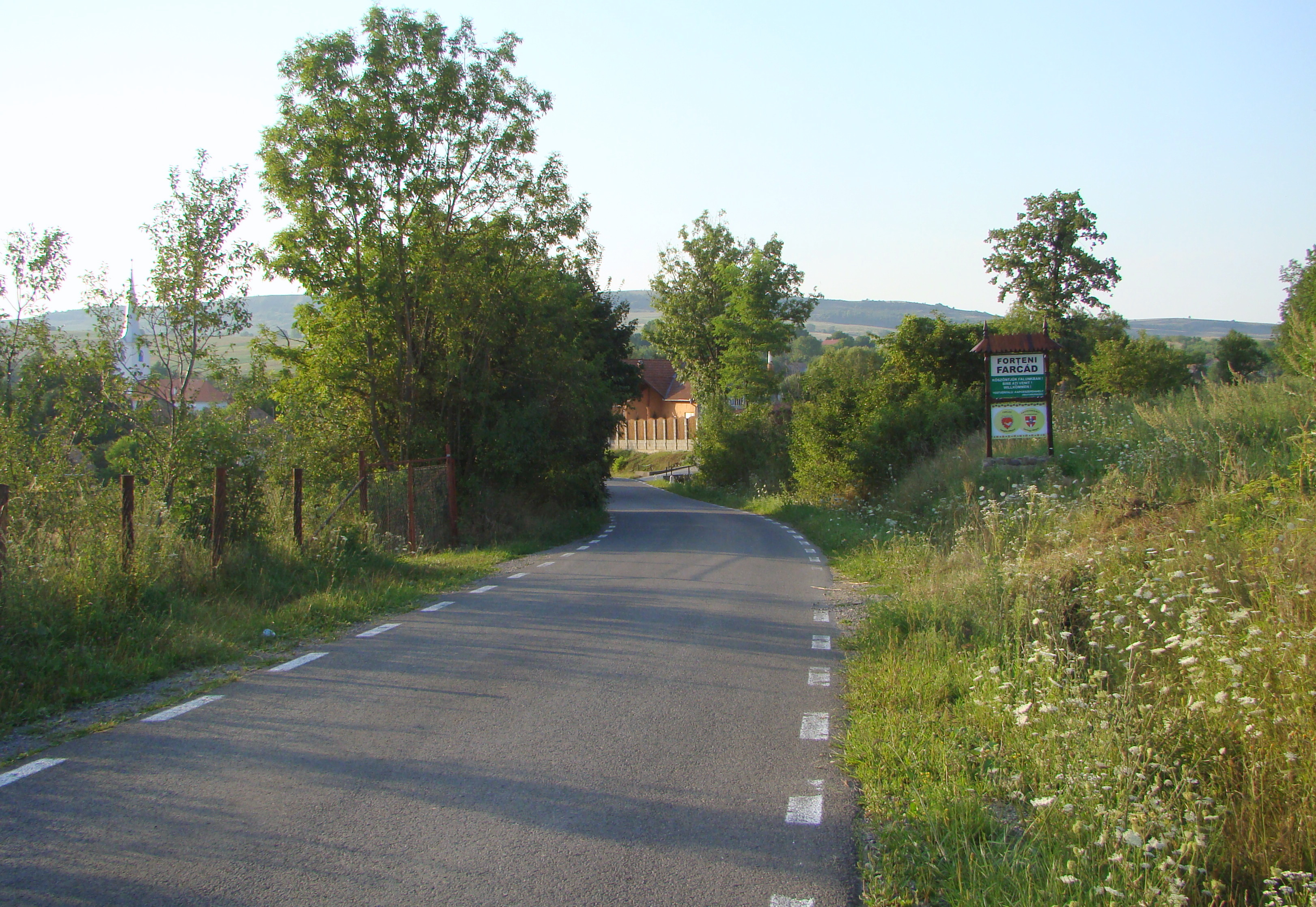
Intrarea în localitate
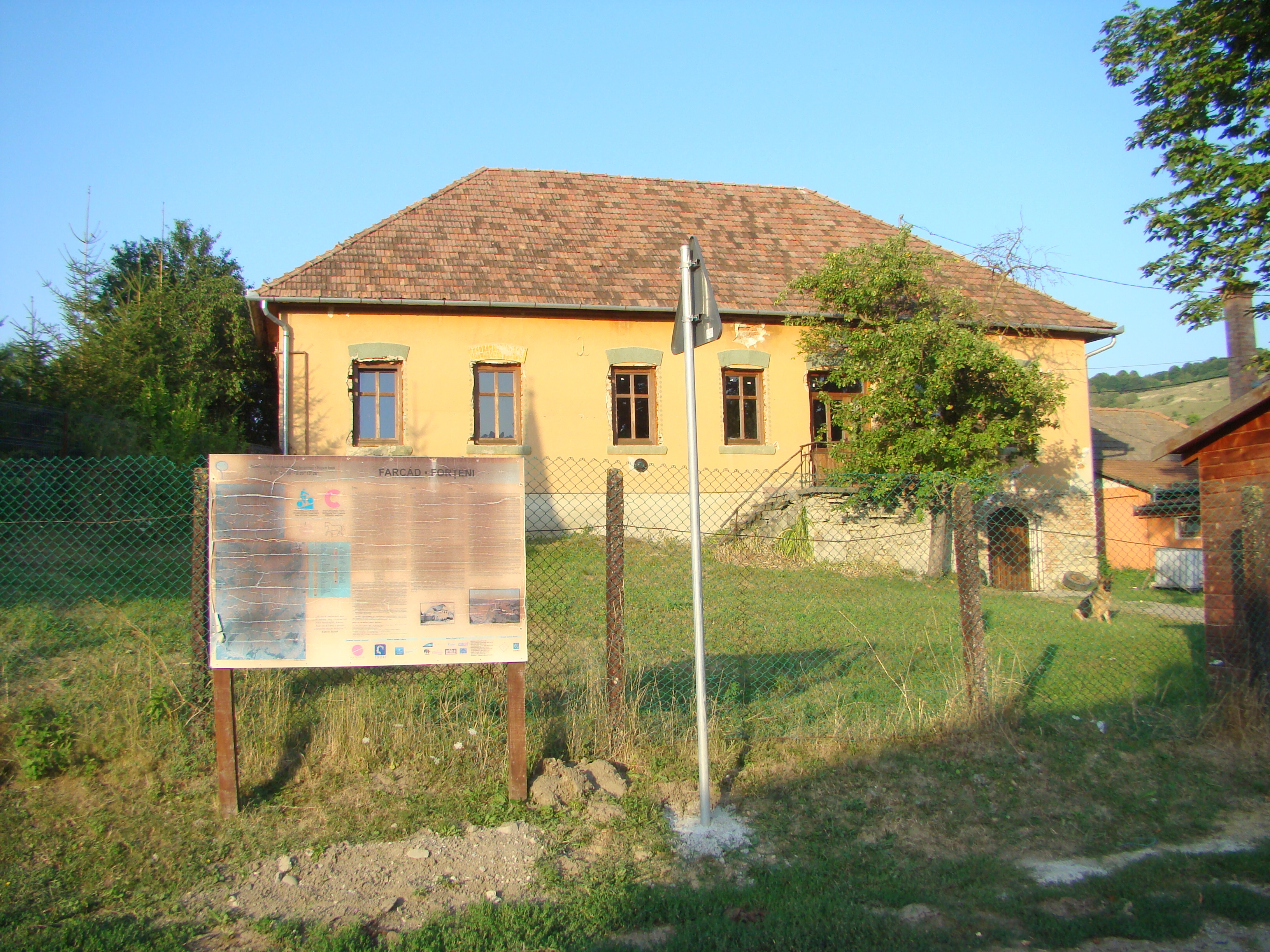
Clădirea fostei primării
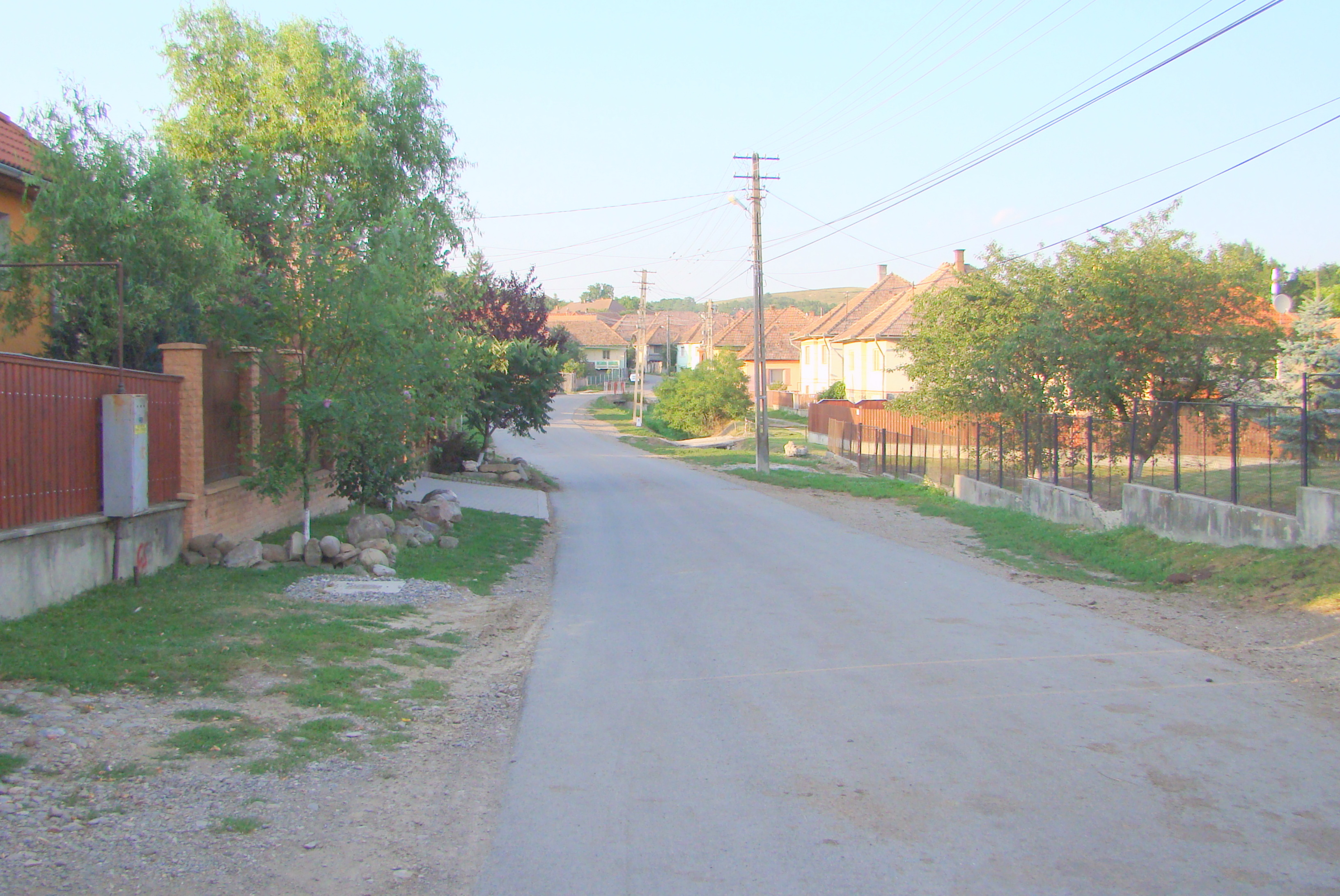
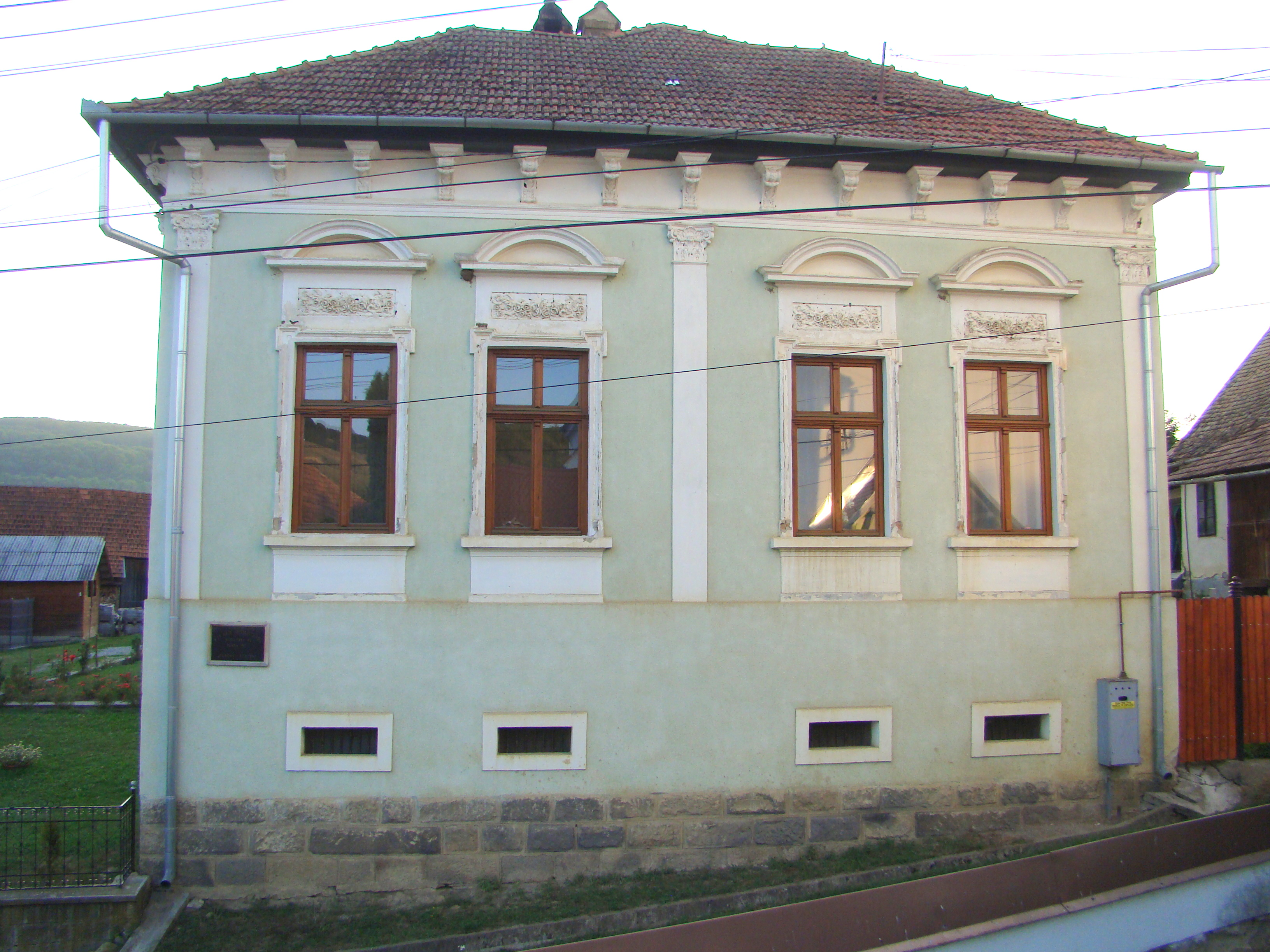
Casa parohială reformată
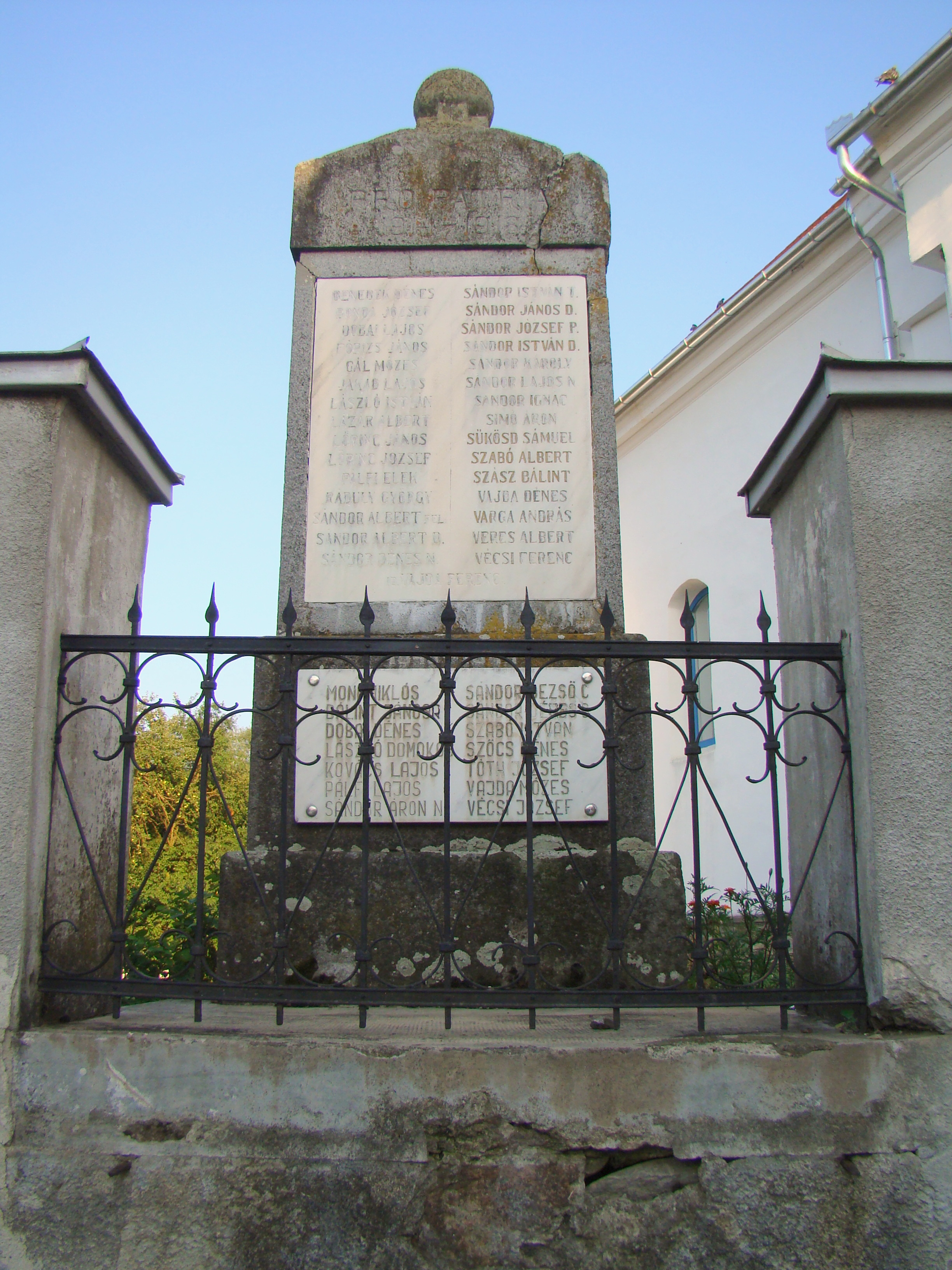
Monumentul eroilor
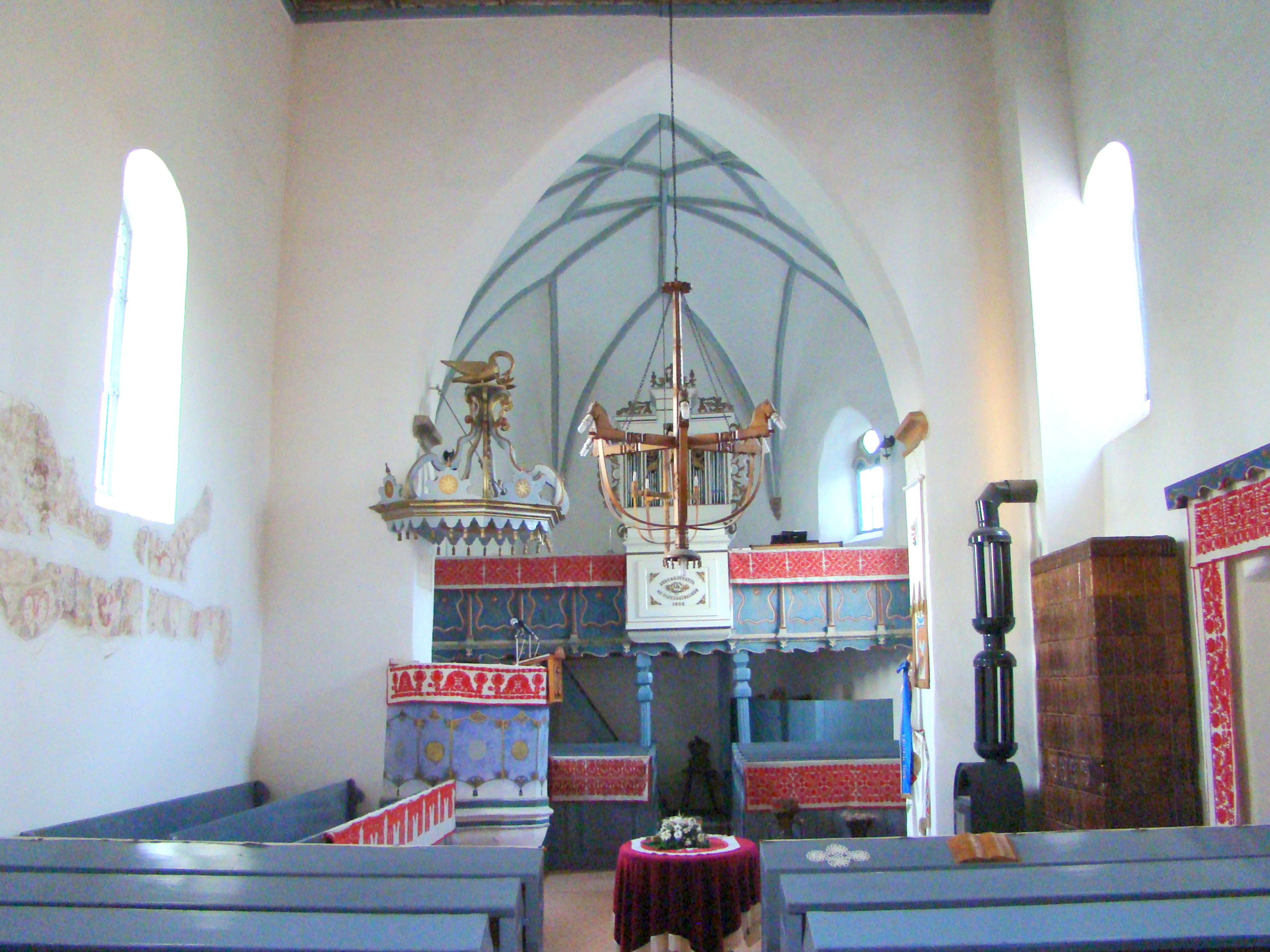
Biserica reformată (monument istoric)
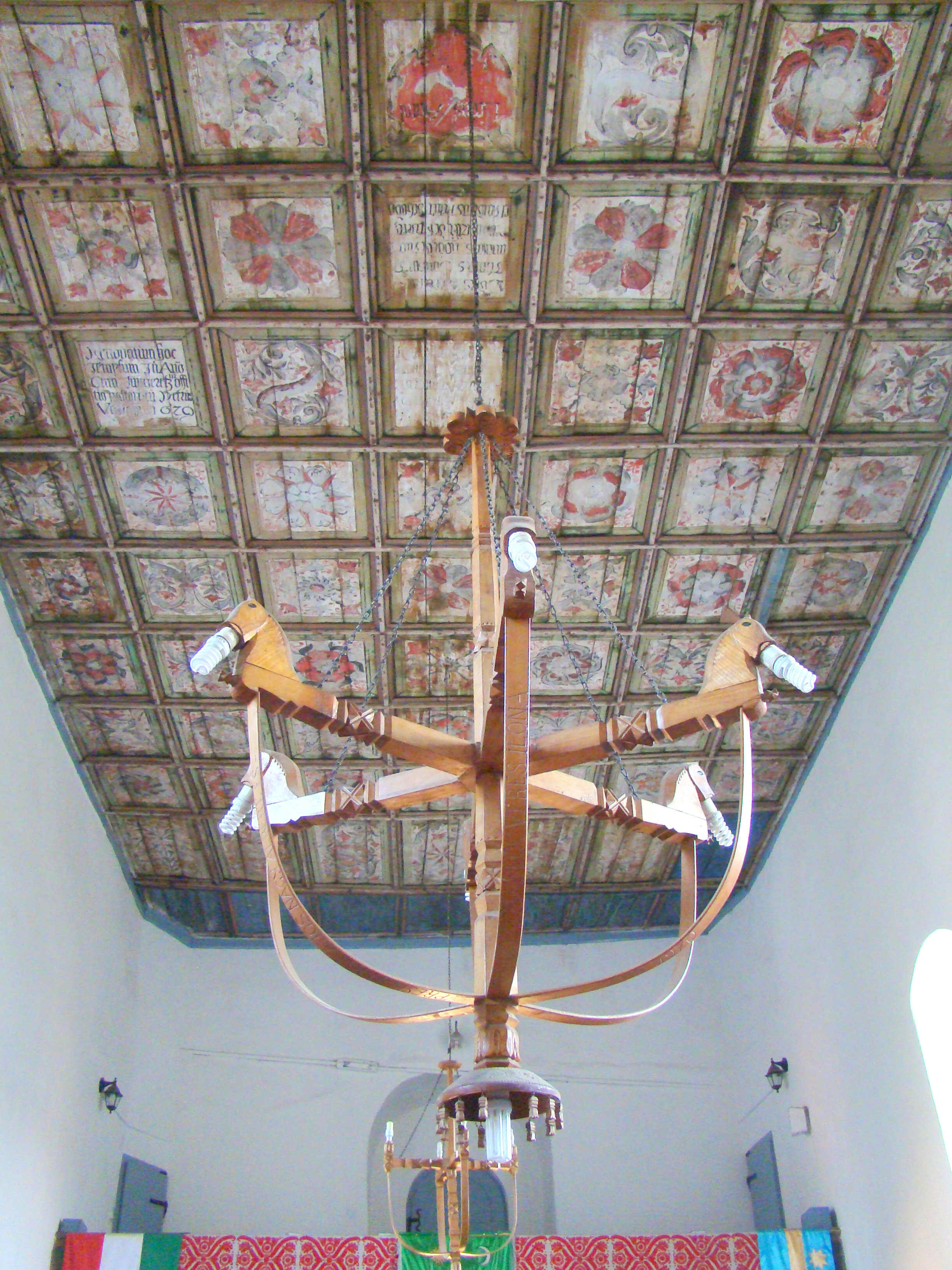
Tavanul casetat
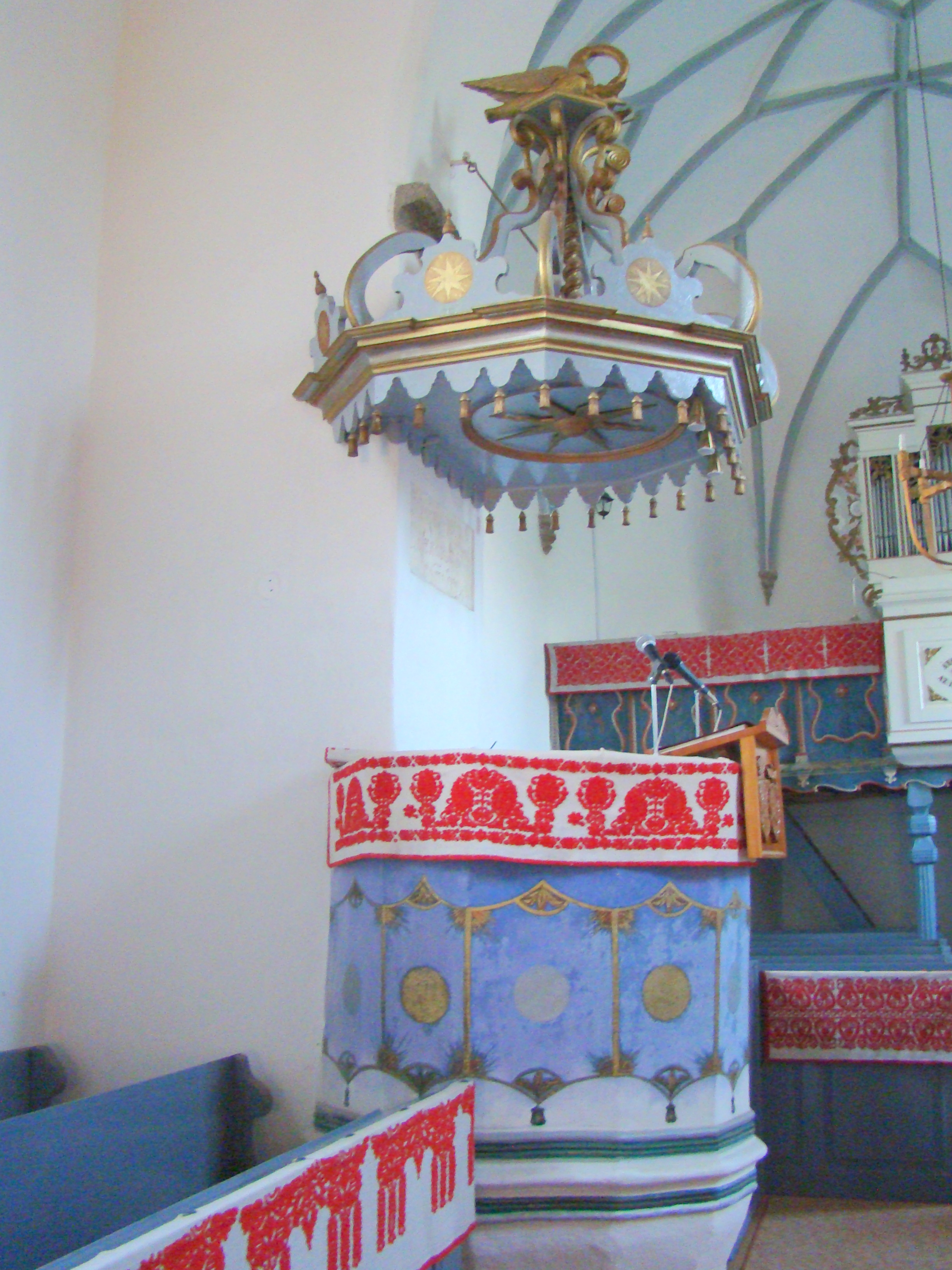
Amvonul
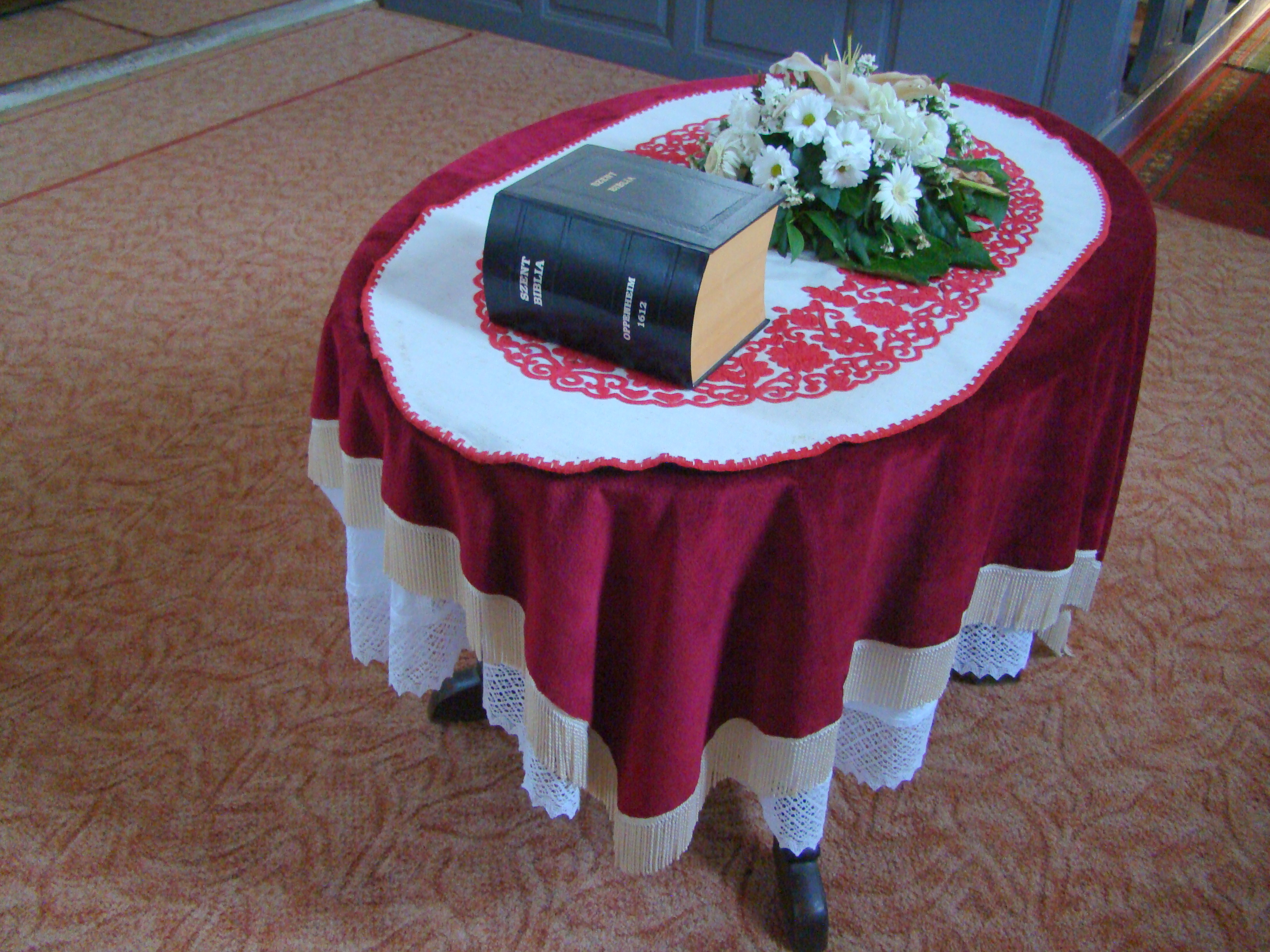
Masa Domnului
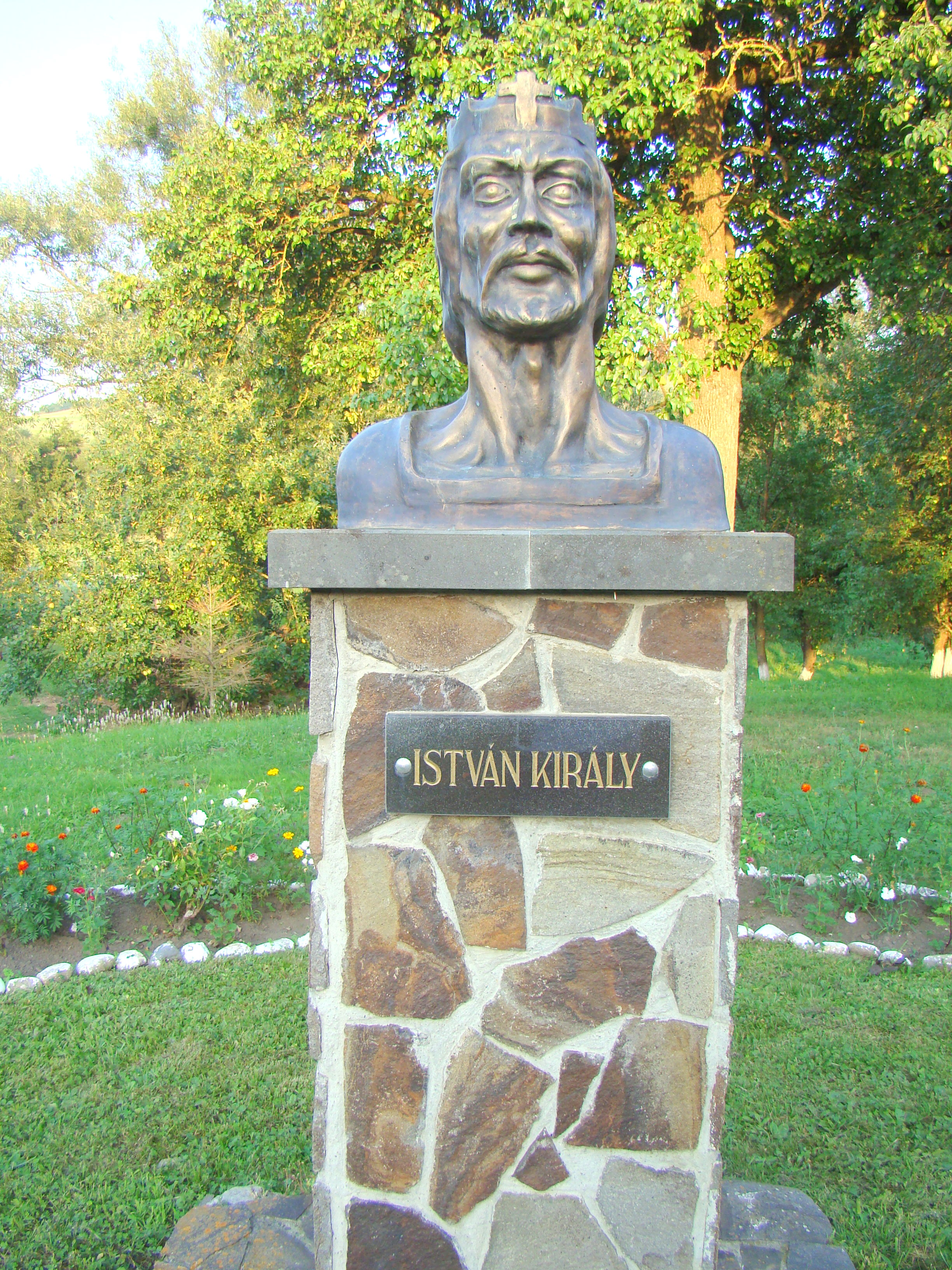
Bustul lui István király, primul rege creștin al maghiarilor

 Acest articol despre o localitate din județul Harghita este deocamdată un ciot. Puteți ajuta Wikipedia prin completarea lui.